# 小行星5268
小行星5268（5268 Cernohorsky）是一颗围绕太阳公转的小行星。1971年10月26日，盧波什·科胡特克在汉堡发现了此天体。
这颗小行星的绝对星等为118.9514380016608等。